# Akner (Syunik)
Akner (en arménien Ակներ  ; anciennement Brun) est une communauté rurale du marz de Syunik en Arménie. En 2011, elle compte 1 349 habitants.

## Géographie

### Situation
Akner est située à 4 km de Goris et à 69 km de Kapan, la capitale régionale.

### Topographie
L'altitude moyenne d'Akner est de 1 700 m.

### Territoire
La communauté couvre 3 952 hectares, dont :
- 3 733 ha de terrains agricoles ;
- 7 ha de terrains industriels ;
- 2 ha alloués aux infrastructures énergétiques, de transport, de communication, etc. ;
- 2 ha d'aires protégées ;
- 7 ha d'eau[4].

## Politique
Le maire (ou plus correctement le chef de la communauté) d'Akner est depuis 2008 Spartak Minasyan.
| Début | Fin      | Nom               | Parti                       |
| ----- | -------- | ----------------- | --------------------------- |
| 2005  | 2008     | Seryoja Sedrakyan |                             |
| 2008  | 2012     | Spartak Minasyan  | Parti républicain d'Arménie |
| 2012  | En cours | Spartak Minasyan  | Parti républicain d'Arménie |

## Économie
L'économie de la communauté repose principalement sur l'agriculture.

## Démographie
| 2001  | 2008  | 2011  |
| ----- | ----- | ----- |
| 1 087 | 1 357 | 1 349 |